# Ovidiu Hoban
Ovidiu Ștefan Hoban (n. 27 decembrie 1982, Baia Mare, România) este un fotbalist român retras din activitate. El a jucat pe postul de mijlocaș defensiv. Pe plan internațional, are prezențe la națională pentru România.

## Cariera internațională
Hoban a debutat la echipa națională într-o victorie cu 4-0 în fața selecționatei din Trinidad-Tobago, intrând în a doua repriză a amicalului jucat pe 4 iunie 2013.
| Echipa națională | Anul  | Apariții | Goluri |
| ---------------- | ----- | -------- | ------ |
| România          | 2013  | 6        | 0      |
| România          | 2014  | 5        | 0      |
| România          | 2015  | 5        | 1      |
| România          | 2016  | 11       | 0      |
| România          | 2017  | 3        | 0      |
| Total            | Total | 30       | 1      |

Scorurile și rezultatele afișează primul număr de goluri al României, coloana scor indică scorul după fiecare gol Hoban.
| Nr. | Data           | Stadion                             | Adversar | Scor | Rezultat | Competiția                 |
| --- | -------------- | ----------------------------------- | -------- | ---- | -------- | -------------------------- |
| 1   | 8 October 2015 | Arena Națională, București, România | Finlanda | 1–1  | 1–1      | Calificarea UEFA Euro 2016 |

## Palmares
Petrolul Ploiești
- Cupa României (1): 2012–2013

Hapoel Be'er Sheva
- Ligat ha'Al (2): 2015–16, 2016–17
- Supercupa Israelului (1): 2016

CFR Cluj
- Liga I (5): 2017–18, 2018-19, 2019-20, 2020-21, 2021-22

## Legături externe
- Ovidiu Hoban la romaniansoccer.ro
- Profilul lui Ovidiu Hoban pe Soccerway